# Baytown
Baytown – miasto w Stanach Zjednoczonych, w stanie Teksas, nad zatoką Galveston (część Zatoki Meksykańskiej). Według spisu w 2020 roku liczy 83,7 tys. mieszkańców. Należy do obszaru metropolitalnego Houston.
W mieście rozwinął się przemysł petrochemiczny oraz gumowy. Kompleks ExxonMobil Chemical jest jednym z największych i najbardziej zaawansowanych technologicznie kompleksów rafineryjnych i petrochemicznych na świecie.